# 9633 Cotur
9633 Cotur eller 1993 UP8 är en asteroid i huvudbältet som upptäcktes den 20 oktober 1993 av den belgiske astronomen Eric W. Elst vid La Silla-observatoriet. Den är uppkallad efter journalisten Peter Cotur.
Asteroiden har en diameter på ungefär 10 kilometer och den tillhör asteroidgruppen Eos.